# Letnica (rzeka)
Letnica (zw. Rowem Grodziskim) – niewielka rzeka na Pojezierzu Poznańskim o długości ok. 20 km. 

## Charakterystyka
Wypływa we wsi Zdrój za Grodziską Fabryką Wyposażenia Wagonów „Growag” i płynie w kierunku wsch. przez Grodzisk i Ujazd aż do wsi Borzysław, gdzie łączy się ze strugą Łęczyna (zw. też Strugą Kamieniecką). Odtąd kieruje się na południe i wpada do rzeki Obry (Północnego Kanału Obry) w okolicach wsi Puszczykowo. Natomiast Paweł Anders podaje, że jest dopływem Rowu Grabarskiego.